# VRC-40
Escadron de soutien logistique de la flotte 40
Le Fleet Logistics Support Squadron 40 (FLELOGSUPPRON 40 ou VRC-40), est un escadron de soutien logistique de l'US Navy stationné à la Base navale de Norfolk, en Virginie, aux États-Unis. L'escadron a été créé en 1960 et est surnommé "Rawhides". Le VRC-40 est équipé du C-2 Greyhound et actuellement affecté au Carrier Air Wing One sur l'USS Harry S. Truman (CVN-75). 
Il est l'un des deux seuls escadrons logistiques actifs dans la Marine, l'autre étant le VRC-30.

## Historique
Le 40ème Escadron de soutien logistique de la flotte (VRC-40) a été mis en service le 1er juillet 1960 et est chargé de Carrier onboard delivery (COD)  à bord des porte-avions des Deuxième, Cinquième et Sixième flottes de l'US Navy. Le VRC-40, basé à Norfolk, relève du commandant de l'Airborne Early Warning Wing de la flotte américaine de l'Atlantique.
L'entretien et le pilotage des 14 avions de l'escadron comptent près de 320 militaires du rang et 42 officiers. Contrairement à la plupart des escadrons, le VRC-40 ne se déploie pas en tant qu'unité, mais il comprend cinq détachements maritimes distincts.  Le VRC-40 prend en charge la flotte à partir de navires et de bases aussi loin au nord que la Norvège, le long de la côte est et de la côte du golfe, dans toutes les Caraïbes, en Amérique centrale et du Sud, et partout dans les théâtres méditerranéens et du Moyen-Orient. Récemment, le VRC-40 a joué un rôle vital dans le soutien des missions de combat lors de l'opération Enduring Freedom et de la guerre d'Irak.
Chaque année, le VRC-40 transporte plus de trois millions de livres de courrier et de fret et effectue plus de 1.000 atterrissages arrêtés. Les astronautes Alan Shepard et Scott Carpenter, des icônes du sport telles que Tiger Woods, Dale Earnhardt Jr., de nombreux membres du Congrès et du Cabinet, des chefs d'entreprise et des artistes tels que Bruce Willis, Charlie Daniels, Jimmy Buffett, Halle Berry et Robin Williams ont tous volé à bord d'avions "Rawhides".

## Galerie
|                                                        |
| Greyhound du VRC-40 sur l'USS George H.W. bush en 2017 |

|                                                                             |
| Greyhound du VRC-40 en position d'appontement sur l'USS Carl Vinson en 2009 |